# Cisne (filme)
Cisne é um filme português realizado por Teresa Villaverde, produzido pela Alce Filmes. Com Beatriz Batarda e Miguel Nunes nos papéis principais. Conta ainda com a participação musical de Chico Buarque, Ana Moura e Carlos Bica.
A acção do filme decorre nos nossos dias e fala-nos de amor, justiça e música.

## Elenco
- Beatriz Batarda ... Vera
- Miguel Nunes ... Pablo
- Israel Pimenta ... Sam
- Sérgio Fernandes ... Alce
- Rita Loureiro ... Bela
- Marcelo Urgeghe ... Santis
- Tânia Paiva ... Amy
- Carlos Guímaro ... Taxista

## Ficha técnica
- Realização... Teresa Villaverde
- Produção... Teresa Villaverde
- Argumento... Teresa Villaverde
- Direção de fotografia... Acácio de Almeida
- Montagem... Andrée Davanture
- Direção artística... Zé Branco
- Figurinos... Silvia Grabowski
- Direcção de Som...Vasco Pimentel
- Direcção de Produção... António Gonçalo

## Prémios
Caminhos do Cinema Português 2011 (Portugal)
| Prémio                             | Categoria    | Resultado |
| ---------------------------------- | ------------ | --------- |
| Prémio Caminho do Cinema Português | Melhor som   | Venceu    |
| Prémio Caminho do Cinema Português | Melhor filme | Indicado  |